# Безумный день, или Женитьба Фигаро
«Безу́мный день, или Жени́тьба Фигаро́» (фр. La Folle Journée, ou le Mariage de Figaro) — комедия французского драматурга Бомарше (1778). Вторая часть трилогии о Фигаро, начатой «Севильским цирюльником» и продолженной пьесой «Преступная мать». Послужила основой для знаменитой одноимённой оперы Моцарта (1786).

## Содержание
В пьесе кипят страсти вокруг свадьбы хитрого слуги Фигаро и горничной Сюзанны, служанки графини Розины. Фигаро, готовящийся к браку с Сюзанной, узнает, что его покровитель граф Альмавива, некогда отказавшийся в своих владениях от феодального права первой ночи, теперь пытается использовать его в отношении Сюзанны, соблазнив её перед свадьбой. Сюзанна раскрывает Фигаро планы графа, и пара решает перехитрить его с помощью самой графини, тоскующей по любви охладевшего супруга. На этом фоне всплывают старые тайны: Марселина, немолодая экономка доктора Бартоло, на которой Фигаро обещал жениться в обмен на займ, требует исполнения обещания, не подозревая, что он — её давно потерянный сын, рожденный вне брака от Бартоло.
Сюжет классицистической комедии требует переодеваний (quid pro quo) и тайных встреч. Графиня и Сюзанна меняются ролями: Сюзанна назначает графу свидание в саду, но вместо неё под покрывалом появляется переодетая графиня. Ещё большую путаницу в любовный квартет главных героев вносят выходки юного пажа Керубино, влюблённого в графиню. Все герои сходятся в ночном саду, где граф, уверенный в победе, клянется в любви «Сюзанне» (на самом деле — своей жене), и его измена разоблачается перед всеми. К финалу всё обращается в фарс: Бартоло и Марселина, узнав о родстве с Фигаро, принимают его союз с Сюзанной, а граф, пристыженный, вынужден просить прощения у графини, уступая победу слугам.
Бомарше мастерски сплетает фарс с социальной сатирой: триумф слуг над аристократом символизирует крах устаревших порядков. Фигаро, в своих язвительных монологах о несправедливости сословного устройства общества, выражает взгляды усиливающегося третьего сословия. Граф, ослеплённый властью, терпит поражение от тех, кого считал марионетками, а любовь и верность торжествуют благодаря хитроумным интригам Фигаро. Пьеса, наполненная острыми диалогами и комедийными поворотами, обнажает абсурд дворянских привилегий и выражает бунтарский дух эпохи Просвещения.

## Премьера

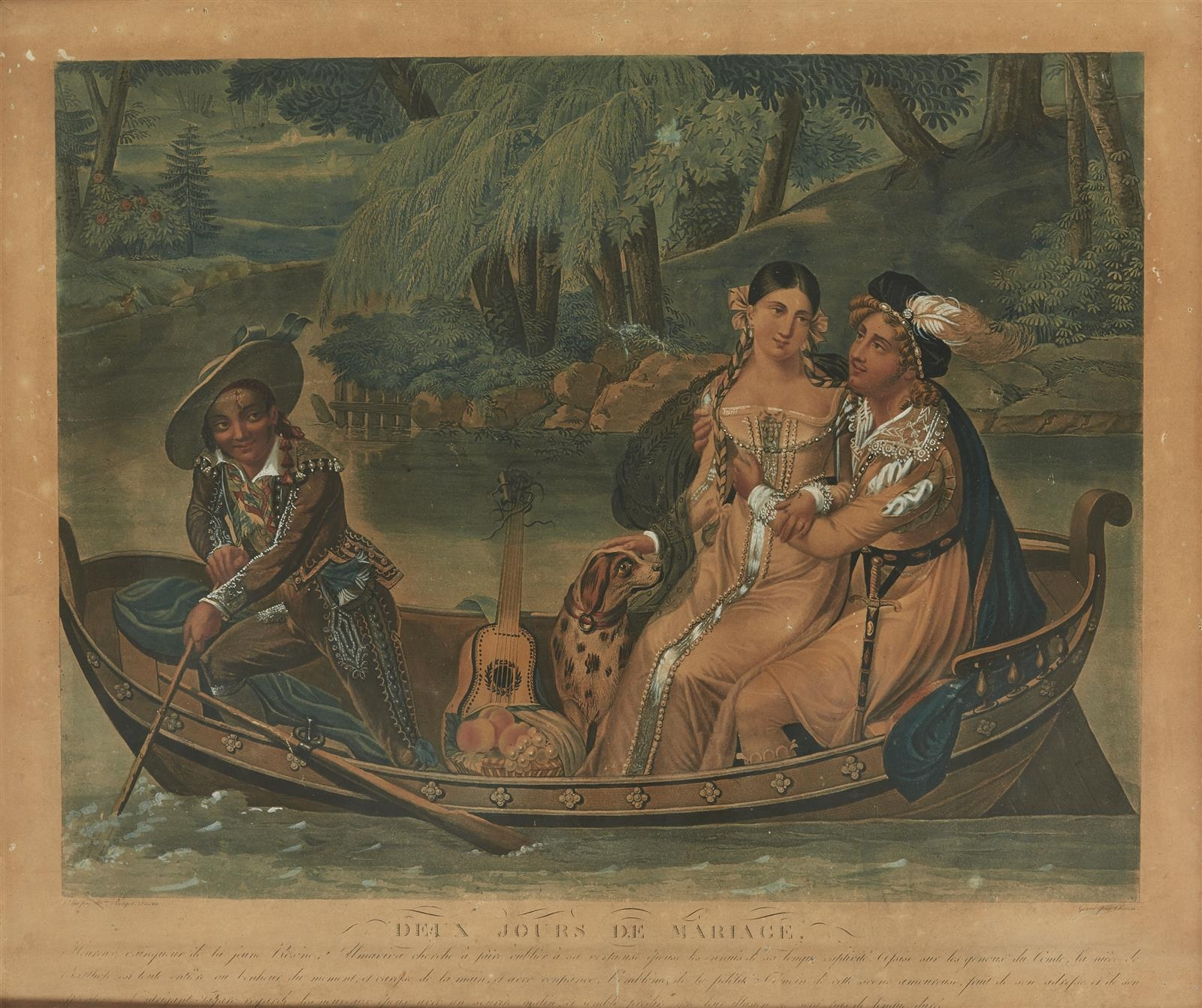
На гравюре 1823 года граф и графиня плывут в лодке, а правит ею Фигаро

Вскоре после завершения «Женитьбы Фигаро» Бомарше читает её в салонах, и пьеса становится широко известной. В первом варианте комедии дело происходит во Франции. Несмотря на цензурное разрешение, постановка пьесы запрещена королём Людовиком XVI. Бомарше переносит действие комедии в Испанию. Впрочем, условность испанских декораций была всем понятна, и в последний момент король отменяет спектакль по пьесе, вновь ставя её под запрет. Тем не менее недовольство, вызванное таким решением, вынуждает Людовика XVI разрешить постановку.
Премьера состоялась 27 апреля 1784 года с триумфальным успехом. Всемирную славу приобретает опера Моцарта (1786), написанная по пьесе Бомарше. В России с «Женитьбой Фигаро» познакомились вскоре после её создания. Екатерина II ещё в ноябре 1781 года пожелала получить текст комедии. Весной 1782 года Бомарше прочёл её наследнику русского престола, будущему Павлу I, путешествовавшему по Европе под именем графа Северного (du Nord).
Впервые сыграна в 1783 году в доме графа Франсуа де Водрейля, в Женвилье, перед придворными зрителями. Первая постановка на профессиональной сцене — 27 апреля 1784 года в театре «Комеди Франсез» (граф Альмавива — Моле, Графиня — Сен-Валь, Фигаро — Дазенкур, Сюзанна — Конта, Антонио — Бельмонт, Керубино — Оливье, Бартоло — Дезессар, Базиль — Вангов, Бридуазон — Превиль, Дюгазон, Грипп-Солейль — Ларив). Посетивший Париж в 1787 году Евграф Комаровский вспоминал:

Бомарше незадолго перед тем сочинил свою комедию «Фигарова женитьба». Когда её представляли, то зрители доходили почти до исступления, и всякий раз, как занавес опускался, весь партер кричал «До завтра!» Сия комедия дана была 130 раз сряду. Это правда, что в ней играли самые лучшие того времени актёры: Mole, Dazincourt, Dugazon, m-lle Contat, Olivur, m-me Vieumenille и прочие.
Позднее пьеса Бомарше была вновь запрещена и вошла в репертуар французских театров лишь в годы революции (по сути с середины 1790-х годов). 

### Постановки в России
- 1785 — Михайловский театр, постановка петербургской французской труппы, в дальнейшем неоднократно возобновлялась (1803, 1839-40, 1857, 1879 и др.).
- 15 января 1787 — Петровский театр М. Медокса, Москва, первая русская постановка «Женитьбы Фигаро» в переводе А. Лабзина под названием «Фигарова женитьба», (Альмавива — Лапин, Графиня — М. Синявская, Фигаро — М. Волков, Сюзанна — Померанцева, Марселина — А. Синявская, Антонио — А. Г. Ожогин, Керубино (в переводе Любим) — У. Синявская, Бартоло — В. П. Померанцев, Бридуазон (в переводе Оглупилов) — Федотов, Дубльмен (в переводе Взяткохватов) — Вишневский)[3].
- 1816 — Большой (Каменный) театр, Петербург, Альмавива — И. И. Сосницкий, Графиня — М. И. Вальберхова, Фигаро — А. Н. Рамазанов, Сюзанна — А. Е. Асенкова
- 1829 — Большой (Каменный) театр, Петербург, Альмавива — В. А. Каратыгин, Графиня — М. И. Вальберхова, Фигаро — И. И. Сосницкий, Сюзанна — Е. Я. Сосницкая, Керубино — М. Ф. Шелехова. Отзыв французского актёра Верне:  «Посмотрели, да и ахнули: такое прекрасное исполнение сделало бы честь французской комедии. В. А. Каратыгин, В. И. Рязанцев, И. И. Сосницкий и А. Е. Асенкова были безукоризнены, но более всех поразил Сосницкий в роли Фигаро. Это было олицетворение живого, плутоватого испанца: какая ловкость, какая мимика»[4]
- 1829 — Малый театр Графиня — А. Г. Рыкалова, Фигаро — А. М. Сабуров, Сюзанна — А. Т. Сабурова, Антонио — В. И. Живокини, Бартоло — М. С. Щепкин
- 1838 — Малый театр — бенефис Д. Т. Ленского (Фигаро — Ленский, Сюзанна — Н. В. Репина, Антонио — М. С. Щепкин)
- 1868 — Малый театр, после длительного запрещения пьесы на русской сцене, Альмавива — Н. Е. Вильде, Графиня — Н. М. Медведева, Фигаро — С. В. Шумский, Сюзанна — Г. Н. Федотова, Марселина — С. П. Акимова, Керубино — Н. А. Никулина, Бридуазон — П. М. Садовский
- 1877 — Александринский театр, бенефис Н. Ф. Сазонова (Альмавива — А. А. Нильский, Фигаро — Н. Ф. Сазонов, Сюзанна — М. Г. Савина) Роль пажа Керубино в старину часто играли женщины (иллюстрация Байяра)

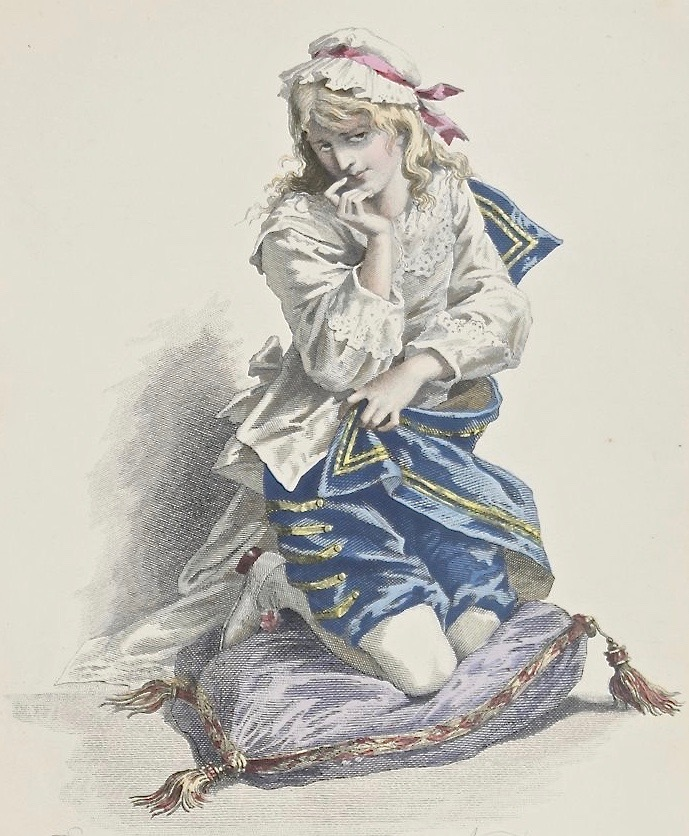
Роль пажа Керубино в старину часто играли женщины (иллюстрация Байяра)

- 1883 — Александринский театр, Фигаро — М. М. Петипа
- 1890 — театр Горевой, Москва, Фигаро — М. М. Петипа, Антонио — Л. И. Градов-Соколов, Бридуазон — Сашин),
- 1895 — Театр Корша
- 1899 — Новый театр, Москва (филиал Малого театра), режиссёр А. П. Ленский; Альмавива — А. А. Остужев, Фигаро — Н. Яковлев.
- 1910 — Малый театр Альмавива — М. Ф. Ленин, Графиня — А. А. Яблочкина, Фигаро — А. И. Южин, Бравич, Сюзанна — Е. К. Лешковская, Е. М. Садовская 2-я, Марселина — Н. А. Никулина, Антонио — И. А. Правдин, Керубино — О. В. Гзовская, Бартоло — Сашин, Базиль — Головин, Бридуазон — К. Н. Рыбаков; декорации по эскизам К. А. Коровина
- 1915 — Камерный театр, Москва, режиссёр А. Я. Таиров, художник Судейкин; Фигаро — М. М. Петипа, Сюзанна — А. Коонен, Антонио — Аркадин

### Постановки в СССР
- На советской сцене одним из первых поставил «Женитьбу Фигаро» бывший Александринский театр, в помещении бывшего Михайловского театра (в 1918, 1924 — режиссёр Н. В. Смолич, Альмавива — Л. С. Вивьен, Фигаро — Б. А. Горин-Горяинов).
- 1919 — Театр-студия ХПСРО. Постановка Ф. Ф. Комиссаржевского, художник Федотов. В роли Фигаро — А. Я. Закушняк
- 1920 — Театр им. Ивана Франко
- 1920 — Ярославский театр
- 1921 — Малый театр. Постановка И. С. Платона, художник А. Веснин. Роли исполняли: Фигаро — Н. К. Яковлев, Сюзанна — В. Н. Пашенная, Шухмина, Марселина — Е. К. Лешковская, Рыжова, Антонио — А. В. Васенин, В. Лебедев, Керубино — Е. Н. Гоголева, Бридуазон — М. М. Климов);
- 1926 — Большой драматический театр. Постановка и оформление А. Н. Бенуа. Роли исполняли: Альмавива — Г. М. Мичурин, Фигаро — Н. Ф. Монахов, Бартоло — В. Я. Софронов, Базиль — А. И. Лариков).
- 1927 — МХАТ. Постановка К. С. Станиславского, режиссёры Телешева, Вершилов, художник Головин, композитор Р. М. Глиэр. Роли исполняли: Альмавива — Ю. А. Завадский, Графиня — А. И. Степанова, Фигаро — Н. П. Баталов, Сюзанна — О. Н. Андровская, Марселина — Соколовская, Антонио — М. М. Яншин, Фаншетта — Бендина, Керубино — Комиссаров, Бартоло — В. В. Лужский, Базиль — Н. А. Подгорный, Бридуазон — М. М. Тарханов, Дубльмен — М. Н. Кедров, Грипп-Солейль — В. В. Грибков). Премьера состоялась 28 апреля.
  - Среди других исполнителей «Женитьбы Фигаро» на сцене МХАТ в разные годы — Б. Н. Ливанов, П. В. Массальский (Альмавива), Н. И. Сластенина (графиня), М. И. Прудкин (Фигаро), Ф. В. Шевченко (Марселина), В. О. Топорков (Антонио), Е. Н. Морес (Фаншетта), В. В. Готовцев, В. Я. Станицын (Бартоло).
- 1967 — Государственный театр юного зрителя Латвийской ССР
- 1969 — Московский академический театр Сатиры. Постановка Валентина Плучека. Художник: В. Я. Левенталь. Роли исполняли: Фигаро — А. А. Миронов, Сюзанна — Н. Г. Корниенко, граф Альмавива — В. И. Гафт, А. А. Ширвиндт, графиня Розина — В. К. Васильева, Марселина — Т. И. Пельтцер, Антонио — Б. К. Новиков и другие. Премьера состоялась 4 апреля. Самая известная и долговечная постановка пьесы в СССР, была записана для телевидения в 1974 году (см. ниже) и продолжала с аншлагом идти вплоть до смерти Миронова в 1987 году.

### Постановки в российских театрах после 1993 года

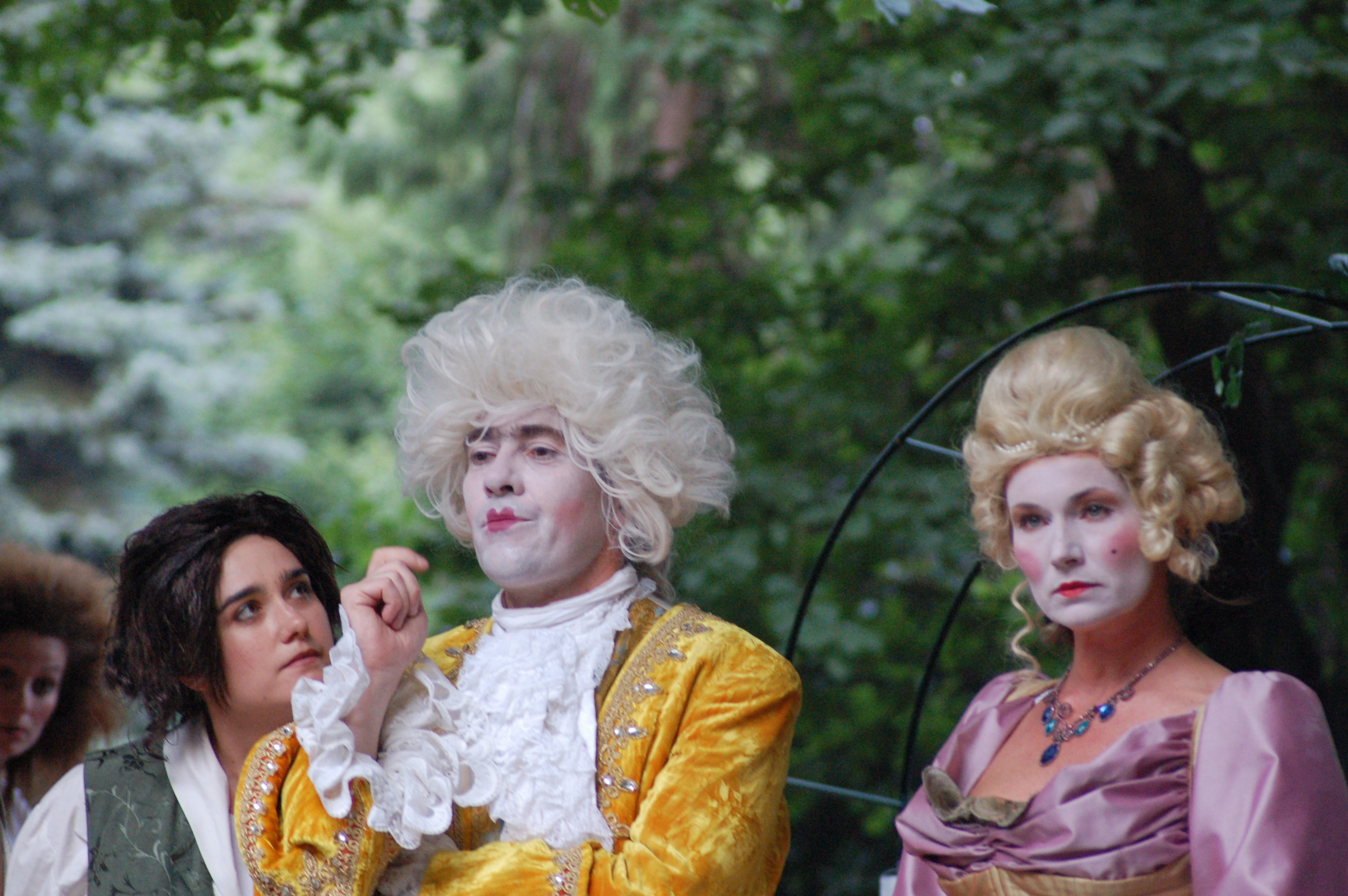
Современная постановка оперы Моцарта по пьесе Бомарше

- 2002 — Новосибирский академический молодёжный театр «Глобус», «Женитьба Фигаро», режиссёр: Александр Галибин
- 2004 — Русский драматический театр Литвы (Вильнюс), «Фигаро — здесь!» Бомарше; постановка — Г. Р. Тростянецкого, музыка — Н. А. Морозова.
- 2013 — Театр для детей и молодёжи (Кемерово), режиссёр Ирина Латынникова.
- 2014 — Московский драматический театр имени А. С. Пушкина, «Женитьба Фигаро» Бомарше; режиссёр: Евгений Писарев, сценография: Зиновий Марголин, костюмы: Леонид Алексеев, свет: Дамир Исмагилов, композитор: Игорь Горский, хореограф: Альберт Албертс.
- 2015 — Курский государственный драматический театр имени А. С. Пушкина, «Женитьба Фигаро» Бомарше; режиссёр: Вячеслав Сорокин, художник-постановщик — Александр Кузнецов, балетмейстер — Галина Халецкая, музыка — Илья Сакин.
- 2017 — Нижегородский театр «Комедія», «Безумный день, или Женитьба Фигаро», режиссёр: Вадим Данцигер, художник-постановщик Борис Шлямин, художник по костюмам Андрей Климов, художник по свету Сергей Скорнецкий, композитор Филипп Чернов, гримёр и стилист Сергей Сирин.
- 2017 — Учебный театр «На Моховой» (Санкт-Петербург), «Безумный день, или женитьба Фигаро» — Курс А. Я. Стависского (выпуск 2018 года)
- 2018 — Омский государственный академический театр драмы,  «Безумный день, или Женитьба Фигаро», режиссер: Александр Кузин. Премьера состоялась 22 сентября 2018 года.
- 2019 — Молодёжный театр Алтая им. В. С. Золотухина, «Безумный день, или Женитьба Фигаро», режиссёр — Татьяна Безменова
- 2019 — Рыбинский драматический театр[5] — «Безумный день, или женитьба Фигаро» — режиссёр Пётр Орлов
- 2019 — Белгородский драматический театр имени М. С. Щепкина, режиссёр И. Е. Ткачёв
- 2020 — Новосибирский государственный академический драматический театр «Красный факел», «Безумный день Фигаро», режиссёр: Денис Азаров
- 2020 — Театральный центр «На Страстном», РАТИ-ГИТИС, «Figaro. Безумный день», режиссёр: Дмитрий Белов, Анна Трифонова, Дмитрий Супонин.
- 2024 — Липецкий академический театр драмы имени Л. Н. Толстого, «Безумный день, или женитьба Фигаро», режиссёр Александр Кузин.

## Экранизации
| Год  | Страна          | Название                           | Режиссёр        | В ролях | Примечание                                                                             |
| ---- | --------------- | ---------------------------------- | --------------- | --- | -------------------------------------------------------------------------------------- |
| 1961 | Франция         | Le Mariage de Figaro               | Марсель Блюваль | Жан-Пьер Кассель (Фигаро), Жан Рошфор (граф Альмавива) | Телефильм                                                                              |
| 1974 | СССР            | Безумный день, или Женитьба Фигаро | Валентин Плучек | Андрей Миронов (Фигаро), Александр Ширвиндт (граф Альмавива), Вера Васильева (графиня Розина), Татьяна Пельтцер (Марселина)                                                                                | Телеверсия спектакля Московского академического театра Сатиры                          |
| 1983 | СССР            | Безумный день                      | Борис Эйфман    | Сергей Фокин (Фигаро), Валерий Михайловский (граф Альмавива), Валентина Ганибалова (Сюзанна) | Фильм-балет на музыку Россини (транскрипция Тимура Когана)                             |
| 2003 | Россия, Украина | Безумный день, или Женитьба Фигаро | Семён Горов     | Борис Хвошнянский (Фигаро), Филипп Киркоров (граф Альмавива), Лолита Милявская (графиня Розина), Анастасия Стоцкая (Сюзанна), София Ротару (Марселина), Борис Моисеев (Антонио), Андрей Данилко (Керубино) | Новогодний музыкальный телепроект совместного производства телеканалов «Интер» и «НТВ» |